# Stachyopsis
Stachyopsis es un género con cuatro especies de plantas con flores perteneciente a la familia Lamiaceae. Es originario del centro y oeste de  Asia.

## Especies
- Stachyopsis lamiiflora (Rupr.) Popov & Vved., Trudy Turkestansk. Nauchn. Obshch. 1: 122 (1923).
- Stachyopsis maleolens (Rech.f.) Hedge, Notes Roy. Bot. Gard. Edinburgh 28: 142 (1968).
- Stachyopsis marrubioides (Regel) Ikonn.-Gal., Izv. Glavn. Bot. Sada S.S.S.R. 26: 72 (1927).
- Stachyopsis oblongata (Schrenk) Popov & Vved., Trudy Turkestansk. Nauchn. Obshch. 1: 121 (1923).